# Общество Святого Иоанна Крестителя

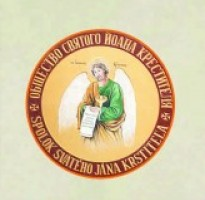
Эмблема организации

Общество Святого Иоанна Крестителя (русин. Сполок св. Яна Крестителя; словац. Spolok svätého Jána Krstiteľa) — русинская культурная организация, основанная в сентябре 1862 года русинскими народными деятелями Александром Духновичем, Адольфом Добрянским и Иосифом Гаганцом в Прешове (Словакия).

## История
Своей задачей ставило культурное, религиозное и народное возрождение русинов Словакии, в первую очередь через материальную, духовную и образовательную помощь русинским грекокатолическим студентам. Общество открыло в Прешове интернат для студентов из малообеспеченных семей, который назывался «Алумнеум». Первым надзирателем этого интерната был Духнович.
Членами общества были видные русинские деятели восточной Словакии, писатели и журналисты а также российские слависты в Австрийской империи. Император Александр II пожертвовал обществу значительную сумму. Пряшевский епископ Н. Товт в 1880 году пожертвовал обществу 6000 гульденов. Некоторые русские книги попадали в библиотеку Общества прямо от авторов книг. Так известный славист Орест Миллер в 1866 году отправил свою известную «Хрестоматию...» в Общество с дарственной надписью: «В русское Общество св. Иоанна Крестителя в Пряшеве».
В 1864 году в Ужгороде создаётся второе русинское общество под названием «Общество Св. Василия Великого». Инициатором возникновения обоих этих Обществ быль А. Добрянский.
Фактически Общество прекратило свою деятельность в 1874 году под давлением властей Венгрии. Во время Чехословацкой республики и после Второй мировой войны епископ Прешова Павел Гойдич хотел возродить деятельность Общество, но коммунистический режим окончательно упразднил его после 1948 года. Возобновило свою деятельность в 2003 году когда оно была одобрено греко-католическим епископом Яном Бабьяком из Прешова. Членами общества являются в основном люди русинской национальности, носители русинского языка и прихожане греко-католической церкви.
Его деятельность включает работу с детьми и молодежью, различные мероприятия, издание религиозных книг (например, греко-католический русинский календарь) и другие виды деятельности.

## Деятельность после воссоздания
С 2005 года Общество публикует ежегодный «Греко-католический русский русинский календарь» (словац. Grekokatolîc ruskyj rusîňskyj kalendar).
28 февраля 2008 года члены общества брали активное участие в помощи обогащения выставки в музее русинской культуры в Прешове.
24 сентября 2008 года один из членов общества выпустил несколько книг в музее русинской культуры, одна из которых «Мудрость жизни».
В июне 2009 общество набрало около 500 участников.
10 ноября 2009 года провели научный семинар «Христианские церкви восточного региона и формирование национальной идентичности карпатских русинов».
20 декабря 2012 года Архиепископ и митрополит Иоанн Бабьяк разрешил выбирать для всех богослужений русинский перевод Евангелия.
18 февраля 2013 года общество принимало участие в организации «Возрождение русинов в Словакии».
Греко-католический священник о. 
Франтишек Крайняк, представлявший общество на Международной научной конференции «20 университетской  русинистике в Словакии», выступил с докладом на тему «Русинский литургический язык в XXI столетии». 
Общество и по сей день ведёт достаточно активное участие в русинском возрождении и привнесло в него заметный вклад.